# 巴登共和国
巴登共和国（德語：Republik Baden）是德国魏玛共和国时期的一个邦，成立于1918年。其领土从原德意志帝国巴登大公国继承下来。在纳粹党执政时期，巴登共和国实质上并不存在任何权力。历经二战后德国行政区整合，巴登领土成为了巴登-符腾堡州的西部。

## 历史

### 建立
第一次世界大战末期，德意志帝国即将分离崩析。由于担心被愈演愈烈的革命势头所影响，巴登总理办公厅（Staatsministerium，巴登政府）承诺对选举法进行改革，从而保留住即将结束的大公爵君主制。1918年11月2日，选举法改革按照预定日期开始。在11月8日，拉尔和奥芬堡建立起了士兵委员会。第二天，曼海姆和首都卡尔斯鲁厄也出现了工人和士兵委员会。巴登总理办公厅停止工作。卡尔斯鲁厄和曼海姆随后建立了福利委员会，该机构独立于现存的市政管理当局、市议会和党派之外。11月10日，在党派代表之外，卡尔斯鲁厄的福利委员会和工人士兵委员会联合其他一些革命委员会组建了临时政府，并接管了政权。11月11日，通过巴登工人士兵委员会联合会的确认，它自身建设成为了国家议会。
弗里德里希二世大公作为巴登国家元首，在11月13日宣布暂时放弃政府管理。临时政府于11月14日宣布“巴登自由人民共和国”建立，并宣布国家议会选举定于1919年1月5日。在11月22日弗里德里希二世主动逊位让出权力，原政府职能停止。比德皇威廉二世退位早了一周。为了致敬，新国会授予其巴登侯爵（Markgrafschaft Baden）的头衔。

### 共和
1919年1月12日巴登国会组建时，德国中央党作为基督教民主主义政党崛起，超过中左翼的德国社会民主党成为了巴登最强党。两党为主体结成的魏玛联合（Weimarer Koalition）获得了高达91.5%的选票。同年4月1日，巴登议会（Landtag）让获胜的魏玛联合选派成员组建政府。直至1933年，巴登共和国由德国中央党执政次数为多。1919年3月21日，巴登国会一致通过新的巴登宪法，并在4月13日获得巴登全民公投通过。

### 纳粹治下
1933年，纳粹党上台执政。同原魏玛共和时期的各邦国一样，巴登共和国实际上在一体化运动进程中被废除。成为了帝国的一个行政区。原民选总统也改为被党指定。而罗伯特·海因里希·瓦格纳（Robert Heinrich Wagner）作为巴登大区（纳粹党组织次级单位）领导和阿尔萨斯-洛林帝国总督，将实权紧握手中。在1940-1944年，巴登这一大区被更名为“巴登-阿尔萨斯”大区，辖域向西推进直至包括了全部阿尔萨斯。

### 战后

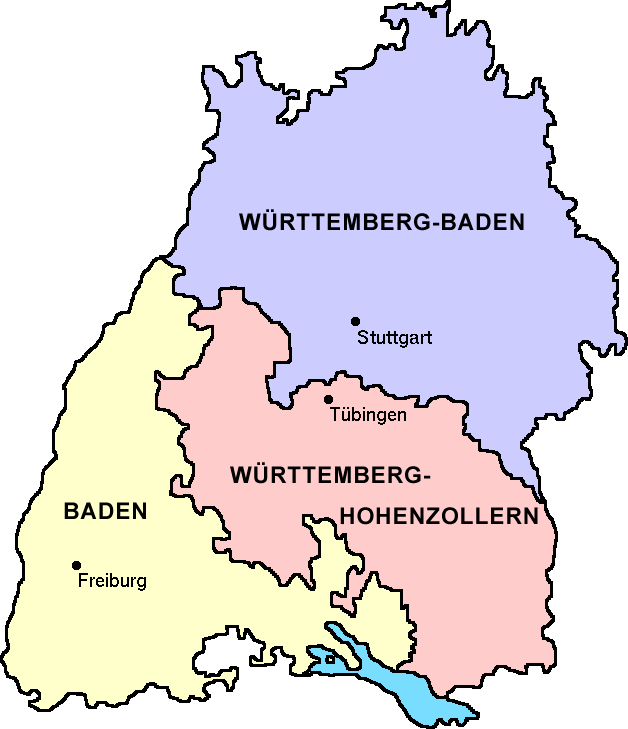
二战结束后军管时期的西南德国。原巴登和符腾堡两邦国，被划分为法占巴登和符腾堡-霍亨索伦以及美占符腾堡-巴登。

二战结束后，同盟国对原德国领土进行军事占领。法国和美国分别占领巴登共和国南部和北部。美国精心地将卡尔斯鲁厄-慕尼黑高速公路划进美国占领区，而由于这占领区的重新划分，也将原巴登领土南北分割成为巴登和符腾堡-巴登两个政治实体。1949年，这两地区一并参与组建德意志联邦共和国，成为联邦州。1952年联邦德国行政调整，西南地区的巴登两州同符腾堡-霍亨索伦三州合并成为巴登-符腾堡州，直至今日。

## 行政
巴登共和国自1924年起，分为四个国家委员区，康斯坦茨、弗赖堡、卡尔斯鲁厄和曼海姆，以及11个县（Kreis）和53个行政区（Amtsbezirk）。这些区县又分为1536个乡镇。

## 政治

### 领导人
|                              | 姓名                   | 就职           | 离职           | 党派   |
| 总统                         | 总统                   | 总统           | 总统           | 总统   |
| ---------------------------- | ---------------------- | -------------- | -------------- | ------ |
| 1                            | 安东·盖斯              | 1918年11月10日 | 1920年8月14日  | 社民党 |
| 2                            | 古斯塔夫·特伦克        | 1920年8月14日  | 1921年11月23日 | 中央党 |
| 3                            | 赫尔曼·胡梅尔          | 1921年11月23日 | 1922年11月23日 | 民主党 |
| 4                            | 亚当·雷米莱            | 1922年11月23日 | 1923年11月23日 | 社民党 |
| 5                            | 海因里希·科勒          | 1923年11月23日 | 1924年11月23日 | 中央党 |
| 6                            | 维利·黑尔帕赫          | 1924年11月23日 | 1925年11月23日 | 民主党 |
| -                            | 古斯塔夫·特伦克        | 1925年11月23日 | 1926年11月23日 | 中央党 |
| -                            | 海因里希·科勒          | 1926年11月23日 | 1927年2月3日   | 中央党 |
| -                            | 古斯塔夫·特伦克        | 1927年2月3日   | 1928年11月23日 | 中央党 |
| -                            | 亚当·雷米莱            | 1927年11月23日 | 1928年11月23日 | 社民党 |
| 7                            | 约瑟夫·施米特          | 1928年11月23日 | 1930年11月20日 | 中央党 |
| 8                            | 弗朗茨·约瑟夫·维特曼   | 1928年11月20日 | 1931年9月10日  | 中央党 |
| -                            | 约瑟夫·施米特          | 1931年9月10日  | 1933年3月11日  | 中央党 |
| 帝国总督兼（纳粹党）大区领导 |                        |                |                |        |
|                              | 罗伯特·海因里希·瓦格纳 | 1933年3月11日  | 1945年4月      | 纳粹党 |
| 指派的部长主席               |                        |                |                |        |
|                              | 瓦尔特·科勒            | 1933年5月8日   | 1945年4月      | 纳粹党 |

### 国会
1919年1月12日，巴登国会选举时，德国中央党是国会最大党。组建魏玛联合后，中央党同社民党一同取得了91.5%的选票。1919年3月21日，巴登国会一致通过新的巴登宪法。4月13日，这部宪法成为德国历史上第一次通过全民公投中多数派投票赞成的宪法。这也是魏玛共和国各邦国中唯一的一个通过公投通过的宪法。1919年4月，国会同意魏玛联合党派组建政府。

#### 历任国会
| 年份 | 中央党      | 社民党      | 民主党      | 基督教 人民党 | 国家人民党 | 巴登土地 联合会 | 人民党    | 共产党    | 独立社民党 | 巴登中产 经济联盟 | 纳粹党    | 德国中产 帝国党 | 基督教社会人民服务 | 农民党    |
| 1919 | 36.6 % (39) | 32.1 % (36) | 22.8 % (25) | 7.0 % (7)     | -          | -               | -         | -         | -          | -                 | -         | -               | -                  | -         |
| 1921 | 37.9 % (34) | 22.7 % (20) | 8.5 % (7)   | 8.5 % (7)     | 8.5 % (7)  | 8.3 % (7)       | 6.0 % (5) | 3.9 % (3) | 3.0 % (2)  | 1.3 % (1)         | -         | -               | -                  | -         |
| 1925 | 36.8 % (28) | 20.9 % (16) | 8.7 % (6)   | -             | 12.2 % (9) | 12.2 % (9)      | 9.2 % (7) | 6.2 % (4) | -          | 3.0 % (2)         | -         | -               | -                  | -         |
| 1929 | 36.7 % (34) | 20.1 % (18) | 6.7 % (6)   | 3.7 % (3)     | 3.7 % (3)  | -               | 8.0 % (7) | 5.9 % (5) | -          | -                 | 7.0 % (6) | 3.8 % (3)       | 3.8 % (3)          | 3.0 % (3) |